# The League of Super Evil
League of Super Evil (Liga de Súper Malvados en Hispanoamérica y La Liga de los Súper Villanos en España) es una serie animada cocreada por Philippe Ivanusic-Vallee, Davila LeBlanc, Peter Ricq y producida por Nerd Corps Entertainment para YTV. Se estrenó el 7 de marzo de 2009. Cuenta con 26 episodios (13 en cada uno con 10-11 minutos de duración) en su primera temporada. El programa se transmite en los canales: CBBC en Reino Unido, Cartoon Network en Estados Unidos, Canal+, Canal J, y Gulli en Francia; el 4 de julio se estrenó en Disney XD en los feeds de Latinoamérica y en España se emite por Nickelodeon desde el 18 de septiembre del 2009.

## Trama
L.D.S.M (Liga de Súper Malvados) es un grupo de super villanos que intentan dominar CiudadMetro. Generalmente, sus planes son simples e infantiles con maldad. Mientras que el resto de los ciudadanos en el barrio vive en las casa del suburbio, L.D.S.M. tienen una guarida secreta. La Liga tiene contradicción con otros, y más importantes villanos, como Skullossus.

## Personajes villanos principales
- Voltar (doblado por Scott McNeil): Voltar es el protagonista principal de la serie, es el líder de la Liga de Super Malvados obsesionado con la maldad. Voltar se describe como un genio malvado y maníaco, pero sus sueños de poder se ven constantemente frustrados por una variedad de factores; Por lo general su arrogancia, su paranoia, su neurosis. La incompetencia de sus subordinados y, a menudo, su propia conducta infantil, así como sus planes, son más irritantes que malvados. Es propenso a las amenazas verbales acompañadas de dramáticos gestos con las manos. Cuando no está usando su traje completo, se muestra que Voltar tiene una piel anormalmente pálida. También tiene ojos que son completamente negros con iris amarillo brillante, incluso sin su casco. Si bien su edad real no está clara (mantuvo su pequeño tamaño hasta la edad adulta, lo que a menudo ha llevado a otras personas a confundirlo con un niño), se ha demostrado que tiene al menos la edad suficiente para alquilar un apartamento por su cuenta. Voltar es arrogante y altanero, y menosprecia a sus compañeros de equipo que, sin embargo, tienen cierto respeto (aunque limitado) por su autoridad. Voltar mantiene una iguana mascota como se revela en "The Night Before Chaos-mas". En un corto de la temporada 2 se revela que Voltar mantiene a un monstruo debajo de su cama para ahuyentar al hada de los dientes. Se revela en el episodio final, "Once Upon A LOSE", que solía ser un vigilante de pasillo en el colegio de niños superhéroes, pero debido a que no obtuvo un lugar en la Legión de la Gloria a causa del nepotismo, se volvió malvado. Con los otros miembros jóvenes de LOSE, se vengó al promulgar su primera obra malvada al arruinar el baile de graduación en la escuela, convirtiéndose así en el primer villano de la ciudad. También al final de "Doomhound in Love" se sonroja y sonríe mientras se aleja de 'Lighting Liz' mostrando que podría estar enamorado de Liz en secreto, pero niega el hecho ya que es una súper heroína, no una villana. Se ha demostrado que Voltar es propenso a la locura, como si no pudiera dormir sin su manta y su osito de peluche y se enoja mucho cuando le roban su afortunado y único par de ropa interior. Voltar también es un gran fanático de la estrella de pop de Metrotown, Prima Dana, a quien Skullossus también le gusta mucho.
- Doktor Frogg (doblado por Lee Tockar): El único miembro competente de L.O.S.E., Frogg es un loco científico cuya genialidad se ve obstaculizada por la mala suerte (suele ser electrocutado por lo menos una vez en casi cada episodio). Tiene garras robóticas en lugar de manos. Puede extender sus brazos, pero no puede agarrar objetos simples, como un lápiz o una pluma. Posee una barbilla metálica, y también gafas que sirven para proyectar rayos de calor. Él hace referencia al "científico loco", otro estereotipo de villano. Frogg también tiene un oscuro, psicótico, y una cara mortal que puede referirse a que es el más malvado de L.O.S.E. También muestra mucho más maldad de inteligencia que los otros miembros y puede distinguir entre los malvados planes, y los planes de Voltar. Él está totalmente obsesionado con la estrella de heavy-metal, Rock Gothlington. Tiene temor cuando le hacen fiestas de cumpleaños. En el idioma inglés, como su título lleva por nombre "Doktor Frogg", en lugar de "Doctor Frogg", parece ser de ascendencia alemana. Constantemente, Frogg es acosado y comido por Apocalipsis.
- Red Menace (Amenaza en Hispanoamérica) (doblado por Colin Murdock): Es el musculoso, pero un suave y amigable gigante. Solo golpea a las personas que realmente son malvadas. Es originario de Siberia (su nombre en inglés es Reginald "Red" Menace, que significa peligro rojo, relacionado con Rusia, la Guerra Fría y el Comunismo). Voltar considera a Red Menace como una persona buena (aunque Amenaza intente ser malo). Alegre, siempre está dispuesto a ayudar a quien sea. En su tiempo libre, Red Menace se dedica a la jardinería y también ama a los animales. Él se parece a Henchman, un villano estereotipo. A pesar de que parece ser un niño y carece de algunos retazos de conocimiento, se ha demostrado que es realmente muy inteligente (en "School Daze" en el juego "Brain Dump", calculó su inteligencia teniendo "Triple Einstein"). A veces, ha demostrado ser el "solucionador de problemas" del grupo, ya sea a propósito o por accidente. También tiene gusto por los alimentos de mucho sabor. Red Menace también sabe tocar algo de música (con el acordeón y la gaita) y sabe manejar (al menos, un camión de helados).
- Doomagedoon (Apocalipsis en Hispanoamérica): Apocalipsis es un perro intergaláctico. Tiene un apetito increíble, tiende a comer casi cualquier cosa (Por lo general este apetito que tiene termina arruinando todos los planes de L.O.S.E.) Además casi en todos los capítulos termina comiéndose al Dr. Frogg .Tiene la habilidad de cambiar de tamaño, levitar, y teletransportarse dejando un círculo de fuego azul. Como se muestra en un episodio, también puede teletransportar otras personas.
- Musculobots: Los robots de L.O.S.E., son 2 con los números 17 y 32. Por lo general son destruidos cuando aparecen.

## V-Mobile
Es el carro de L.O.S.E. La letra inicial significa "Voltar". No es muy rápido. Además tiene apariencia de carro de golf. El V-Mobile no tiene una tabla oficial de asientos, ni un piloto oficial. Apocalipsis lo condujo una vez. En los siguientes episodios, Voltar lo conduce. También, Amenaza ha conducido y también Frogg. Tiene capacidad para 4 personas, a lo máximo 5. Tampoco es muy fuerte, porque rebota sobre cualquier vehículo que lo golpee. No tiene ventanas laterales ni traseras.
Nota: en el episodio "Caos veloz" es modificado por mucho, solo para luego volver a la descripción anterior.

## Otros villanos
- Cougar: Es el vendedor de la tienda Vileza y Tecnología. Se gana la vida estafando a los demás.
- Skullossus: Skullosus es el villano más temido por la Ciudad Metro, es inspiración de L.O.S.E. Ha tratado de destruir la tierra varias veces. Su aspecto es un cráneo de esqueleto con un traje de buzo.
- Wiggles
- Linemaster
- Commander Chaos
- Lair-y
- Puma: Puma es una ladrona experta con un traje de gato (hace referencia a Gatúbela). Por lo general actúa de manera sensual para seducir a los guardias de seguridad, pero en realidad es una viejita.
- Doom Driver: Es el corredor más rápido de Ciudad Metro. Cuando corre contra otros siempre gana y se queda con sus autos. Tiene una apariencia parecida a la de Skullossus.
- Chuckles
- Injustice Gene: Es Justice Gene, pero en una versión malvada.
- LOSE clones: Son clones que hizo la liga para librarse de unos vecinos molestos, pero resultaron ser mucho más malvados que ellos.

Clone Voltar: El clon de Voltar es mucho más inteligente, corpulento y malvado que éste.
Clone Menace: El clon de Red es mucho más malvado y fuerte que éste.
Clone Frogg: El clon de Frog es mucho más inteligente y aparentemente afortunado.
Clonemagedoon: del clon de Doomageddon no se sabe nada.
- Mysterio Villano
- Jules LeSimian: Es el capitán del restaurante más famoso para villanos de Ciudad Metro, "Villanez". Es un gorila.
- Rock Gothlington: Es una estrella de heavy metal. Voltar lo odia y cree que es un villano falso, pero él tiene la habilidad de transformarse y ser más destructivo. Amenaza lo acompañó de gira.
- Susie Scouts: Son pequeñas exploradoras, las cuales usan su dulzura para obligar a la gente a comprar galletas.
- Henchbot Elites: Son robots usados por Cougar para estafar a los demás.
- Kinder Creep
- Dr. Budlington Von Pantaloon III
- Malakai ("Mal") Milk
- Team League of Super Evil: Son un grupo de malvados compuestos por villanos parecidos a L.O.S.E.
- Filaman: Es un chico con un traje amarillo que siempre está al principio de las filas. Según el, nadie puede estar adelante de él en una fila.

## Héroes
- Justice Gene (Juan Justicia): El antagonista de la serie. Es un sujeto que intenta constantemente atrapar a la liga (es el único que toma en serio sus planes) para convertirse en súper héroe, pero siempre es despedido del trabajo que se le encarga. El único episodio donde logró atrapar (accidentalmente) a un miembro de la liga fue en "Injustice Gene".
- Nanny Boo Boo(Niñera Boo Boo)
- General Sergeant (Sargento)
- Elizabeth "Lightning Liz" Sergeant (Rayo Liz)
- Capitán Glory Guy (Capitán Gloria): Mejor súper héroe del mundo.
- Force Fighters V: (Fuerza de Lucha V) Son una clara parodia de Power Rangers, conformada por: Rosa, Magenta, Verde Agua, Bala Dorada y Púrpura. Estos hacen varios gestos con las manos exageradamente.

## Otros personajes
- Vecinos infantiles
- Sr. Nelson
- Sra. Johnson
- Ninja Waiters
- Miss B. Mean
- Steve
- Evil Stevens
- Sr. Lee
- Guy
- Bandango
- Team League of Insignificant Urchins

## Emisión internacional
- Latinoamérica : Disney XD
- Canadá: Nickelodeon, YTV
- España: Nickelodeon, Canal Super3
- Reino Unido : CBBC
- Estados Unidos : Cartoon Network
- Francia : Canal+, Canal J, Gulli
- México : Once TV México

## Sitios externos
- Disney XD - Hispanoamérica
- Nickelodeon - España

- Datos: Q1216631